# Jacques Gadois
Pour les articles homonymes, voir Gadois.
Jacques Gadois dit Mauger, (22 août 1686 - 24 novembre 1750) orfèvre et marchand, fils de Pierre Gadois, armurier, et de Jeanne Besnard; il épousa à Montréal le 21 septembre 1714 Marie-Madeleine Chorel de Saint-Romain, dit d’Orvilliers.